# La montaña sagrada
La montaña sagrada (The Holy Mountain, reeditada como The Sacred Mountain) es una película surrealista mexicana de 1973, dirigida por Alejandro Jodorowsky, quien también escribió el guion y participó como actor y compositor, entre otras cosas.
Es considerada una de las mejores producciones de su época, entre las mejores cintas mexicanas de la historia y la obra maestra de Jodorowsky, así como un pilar del llamado cine esotérico.
Ha sido de gran influencia para artistas como Marilyn Manson, Kanye West y Darren Aronofsky, lo cual puede apreciarse en su film La fuente de la vida. El estilo visual de la banda australiana Empire of The Sun está influenciado por esta película.

## Sinopsis
El filme cuenta la historia de un vagabundo que conoce, a través de un alquimista y su asistente, a un grupo de siete seres superiores que representan cada uno a un planeta del sistema solar. Juntos emprenderán un viaje en busca de la Montaña Sagrada, con la intención de desplazar a los siete dioses que en ella habitan y convertirse en seres inmortales.

## Historia
Jodorowsky se reveló como un fenómeno underground mexicano con su largometraje El topo (1970), misma que llamó fuertemente la atención del artista británico John Lennon, quien se interesó mucho en las ideas plasmadas en la cinta al punto de adquirir los derechos para distribuirla y de querer producir y financiar el siguiente largometraje de Alejandro Jodorowsky fuera cual fuera, convenciendo a su mánager de ponerse en contacto con el cineasta.
Los diálogos para la producción comenzaron con Allen Klein (entonces mánager de Lennon), en los que se sorteó la posibilidad de que la cinta fuese protagonizada por el músico George Harrison, quien también estaba interesado en el cine de vanguardia, no obstante, la insistencia de Jodorowsky por rodar primeros planos de Harrison desnudo, provocó que el cantante abandonara el proyecto a pesar de estar muy interesado en él.
La producción, rodada en diferentes zonas de México por el fotógrafo mexicano Rafael Corkidi, enfrentó más obstáculos como censura y falta de presupuesto para el diseño de producción (también a manos de Jodorowsky) pero continuó impulsada por Lennon y Allen Klein mediante la productora ABKCO films hasta su finalización.
La cinta fue proyectada en varios festivales internacionales en 1973 (Festival Internacional de Cannes, entre otros), y también tuvo un número limitado de proyecciones en Nueva York y San Francisco. Sin embargo, la película nunca llegó a tener gran difusión.

## Influencias
La Montaña Sagrada es el único largometraje de ficción cuyo argumento está basado en el eneagrama de la personalidad, ideado a partir del sufismo por Georges Gurdjieff, y desarrollado por el boliviano Óscar Ichazo (consultor de Jodorowsky durante la escritura del guion del film) y el chileno Claudio Naranjo.[cita requerida]

## Reparto
- Alejandro Jodorowsky como el Alquimista.
- Horacio Salinas como el ladrón.
- Ramona Saunders como la mujer escritora.
- Juan Ferrara como Fon.
- Adriana Page como Isla.
- Burt Kleiner como Klen.
- Valerie Jodorowsky como Sel.
- Nicky Nichols como Berg.
- Richard Rutowsky y Axon.
- Luis lomelí como Lut.
- Ana de Sade como la prostituta.
- David Silva como el padre de Fon.
- Basilio González como el hombre lisiado.
- Lupita Peruyero como la esposa de Berg.
- Héctor Ortega como maestro de la droga.
- Connie de la Mora como mujer calva.
- Leticia Robles como la mujer calva.
- Blanca Sánchez como la mujer con espejo.